# Smytniańskie Rzędy

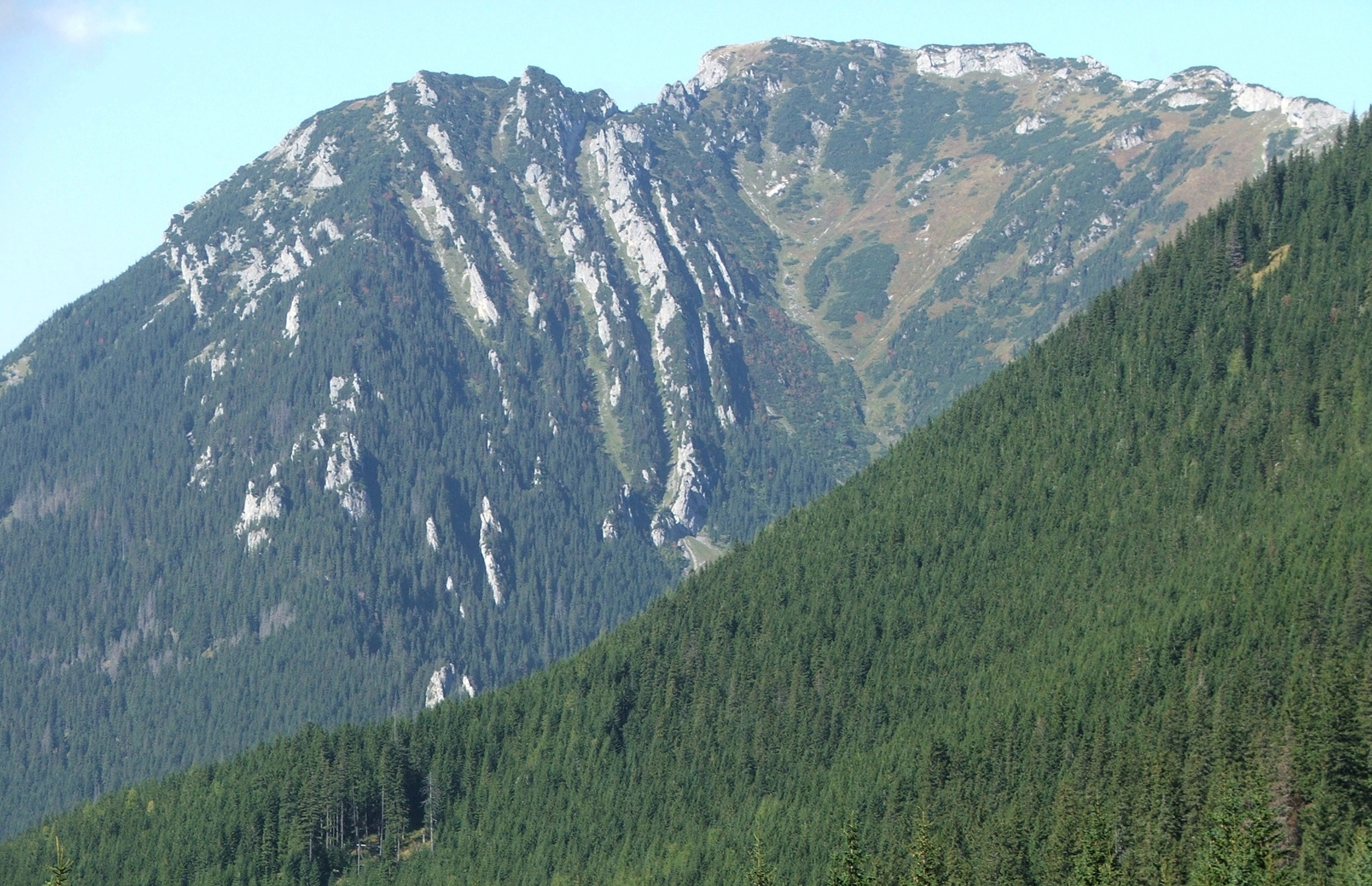
Widok na Smytniańskie Rzędy ze zboczy Ciemniaka

Smytniańskie Rzędy – kilka równoległych skalnych grzęd opadających z południowo-wschodniej grani Kominiarskiego Wierchu do Doliny Smytniej. Znajdują się w górnej części tej grani i są bardzo strome. Znajduje się pomiędzy nimi jaskinia Szczelina w Smytniej.